# Bolsa de Estocolmo
A Bolsa de Estocolmo - em sueco Börshuset - é um edifício em Estocolmo, situado na praça Stortorget, em Gamla stan, onde estão instaladas a Academia Sueca, a Biblioteca Nobel e o Museu Nobel.

Foi inaugurado em 1776 pelo rei Gustavo III, e desenhado, em estilo clássico francês, pelos arquitetos Erik Palmstedt e C.J. Cronstedt. É atualmente propriedade da comuna de Estocolmo.